# Mateo Arnaldo Höevel
Mathias Arnhold Höevel (Gotemburgo, Suecia, 1773 - Santiago, Chile, agosto de 1819) fue un diplomático y patriota chileno de origen sueco involucrado en la lucha por la Independencia de Chile. Introdujo la primera imprenta que existió en Chile iniciando el periodismo chileno. Fue apresado por los realistas y relegado al archipiélago de Juan Fernández. Tras su liberación sirvió como Intendente de Santiago para el gobierno de Bernardo O'Higgins.

## Biografía
Fue hijo del vidriero Joaquín Cristian Höevel, y Ana María Ekebon. En 1796, empezó a dedicarse a los negocios. En 1804 viaja a Estocolmo para embarcarse hacia Estados Unidos. Terminará nacionalizándose norteamericano y conseguirá trabajo en una empresa naviera de Nueva York que comerciaba con Sudamérica, aunque desde el punto de vista español era contrabando ya que las leyes de Monopolio Comercial impedían dicho comercio. 
A bordo del navío Grampur llegó a Talcahuano donde fue descubierto por las autoridades españolas quienes requisaron el barco. Puesto que la Justicia de la época era lentísima durante el larguísimo proceso para lograr la devolución del dinero obtenido por la subasta del navío “Grampur”, Hoevel se avecindó en los alrededores de Santiago y se casó con Catalina Echánez, con la que tuvo tres hijos.
Apoyó la facción patriota en el movimiento independentista de 1810 y en octubre de 1811 pidió al nuevo gobierno la nacionalidad chilena, que le fue otorgada junto con grado de capitán de las nuevas milicias que la Junta de Gobierno creó para defenderse. Se le encomendará la adquisición de una imprenta y la contratación de un equipo de tipógrafos norteamericanos.
Aprovechando su paso por Estados Unidos escribe una carta al presidente James Madison, proponiéndole la realización de un Tratado de Comercio y Navegación y su nombramiento como diplomático o representante norteamericano en Chile.
En 1811, gracias a las gestiones de Höevel, arriban en la fragata norteamicana Galloway, los tipógrafos Samuel B. Johnston, Guillermo Burbidge y de Simón Garrisonen junto a la primera imprenta que ingresó a nuestro país iniciando la historia del periodismo chileno. El 13 de febrero de 1812 aparecerá el primer número de la Aurora de Chile, dirigida por Camilo Henríquez con la colaboración de Höevel.
En 1812 fue nombrado Vicecónsul de Estados Unidos en Santiago por Joel Roberts Poinsett . Durante este período:
- apoyó firmemente la causa revolucionaria.
- organizó la Sociedad Económica de Amigos del País
- integró la Junta de Comercio.
- Colaboró en la defensa de Santiago frente al eventual ataque de Mariano Osorio en 1814.

El 2 de octubre de 1814 se producirá la Batalla de Rancagua, y al no alcanzar huir hacia Mendoza junto a las demás familias patriotas Höevel fue apresado y relegado al Archipiélago Juan Fernández, donde un duro cautiverio y la pobreza de su familia se mantendrán hasta el triunfo de los patriotas en la Batalla de Chacabuco en 1817.
El gobierno patriota le reconoció su aporte y sacificios económicos y le nombró Intendente de Santiago, apoyando con sus experiencias las políticas urbanas de O´Higgins, sin embargo entrando en conflicto que su cargo significaba con las prerrogativas y funciones que el antiguo Cabildo español mantenía desde la colonia. Höevel ejerció como Intendente hasta fines de 1817. 
En 1819, fue nombrado Comandante Tesorero de la Marina. Pronto será llamado a ocupar el cargo de Secretario Interino de la Interpretación de Lenguas en el Departamento Político y Militar de Valparaíso, sin embargo fallecerá ese año.